# Chamkarmon
Chamkamorn é um dos nove distritos (Khan) da cidade de Phnom Penh, capital do Camboja. O distrito está situado mais ao sul, no centro de Phnom Penh. É subdividido em 12 Sangkats e 95 Kroms. O distrito tem uma área de 10,56 km². De acordo com o censo do Camboja de 1998, tinha uma população de 187.082 habitantes.